# Antonio Gelabert
Antonio Gelabert (7 september 1921 - 13 december 1956) was een Spaans wielrenner.

## Levensloop en carrière
Gelabert werd tweemaal Spaans kampioen, in 1950 en in 1955. In 1950 won hij ook de Ronde van Catalonië, alsook 2 etappes in de Ronde van Spanje. Ook in 1955 won hij een rit in de Ronde van Spanje. Hij verongelukte in 1956, onderweg naar een wielerwedstrijd.

## Resultaten in voornaamste wedstrijden
| Jaar | Ronde van Italië | Ronde van Frankrijk | Ronde van Spanje |
| ---- | ---------------- | ------------------- | ---------------- |
| 1948 |                  |                     | 17e              |
| 1949 |                  |                     |                  |
| 1950 |                  |                     | 9e (2)           |
| 1951 |                  |                     |                  |
| 1952 |                  | 10e                 |                  |
| 1953 |                  | 48e                 |                  |
| 1954 |                  |                     |                  |
| 1955 | 46e              | opgave              | 20e              |